# Wacław Radecki
Wacław Radecki (Varsóvia, 27 de outubro de 1887 - Montevidéu, 25 de março de 1953) foi um psicólogo polaco-brasileiro, doutor, ativista da diáspora polonesa, professor honorário na Universidade de Montevidéu e professor na Universidade Federal do Paraná.

## Biografia
Filho de Józef Radecki, um estudante de medicina, e de Alexandra Edwiges Siekierz, aluna do Conservatório de Varsóvia. Ele estudou psicologia na Faculdade de Ciências Naturais de Genebra de 1908 a 1912, sob a orientação de Théodore Flournoy e Édouard Claparède, tendo sido nomeado assistente do laboratório deste último. Obteve o título de doutor pela Universidade de Genebra em 1911, com a tese "Os fenômenos psicoelétricos". Teve também formação de regente e violoncelista. Ele é considerado um dos precursores no estudo das obras de Freud na Suíça. Tornou-se docente na Universidade de Genebra e organizou um Laboratório de Psicologia na Universidade de Cracóvia em 1912. Destacam-se nesse ano as suas produções "Psicologia dos sentimentos e das emoções", "Elementos psicobiológicos na psicanálise" e "Psicologia da associação das representações", e em 1914 "Psicologia da vontade".
Durante a Primeira Guerra Mundial, ele era ativo em comitês populares e governamentais de Cracóvia e participou da resistência à dominação russa e alemã.  Em 1919, ele é engajado no 9º Regimento de Cavalaria no combate aos russos, até a Paz de Riga; nesse ano, publicou ""Psicologia do Pensamento". De 1919 a 1920 ele organizou um Estúdio Psicológico na Universidade Livre da Polônia, onde, devido às suas experiências com a hipnose, entrou em conflito com a comunidade psicológica e foi suspenso de lecionar. O caso foi amplamente descrito na imprensa, e Radecki foi publicamente condenado por um tribunal de cidadãos. Em 1920 ele foi delegado pelo Supremo Comando do Exército Polonês para conduzir exames psicológicos de soldados.
Sua esposa Halina, nascida Pepłowski (provavelmente a filha de Adolf Pepłowski) foi sua colaboradora e coautora de algumas de suas obras. Ela publicou "Psicologia social" em 1960. Wacław Radecki e sua esposa pertenciam ao círculo de amigos de Witold Gombrowicz. Radecki escreveu um prefácio a uma novelas.
Em 1923 ele se mudou ao Brasil, junto com sua esposa, que tinha um irmão no Paraná. Em 1924, fundou um laboratório psicológico no Rio de Janeiro (Laboratório de Psychologia da Colonia de Psychopathas em Engenho de Dentro). Ele era ativo nas comunidades polacas da América do Sul. 
Ele é considerado um pioneiro da psicologia experimental no Brasil, e Rogério Centofanti o afirma como aquele que mais influenciou o desenvolvimento inicial da psicologia no país, promovendo intensamente a atividade como área separada, realizando conferências, publicando diversas obras em português, como "Resumo do Curso de Psychologia" (1928), "Tratado de Psicologia" (1929) e "Tratado de Psicoterapia" (1926), divulgando suas pesquisas e aplicações em um laboratório de acordo com os estudos psicológicos contemporâneos de sua época e lecionando-a em cursos a profissionais. Ele divulgou os avanços atuais do campo citando ideias dos pesquisadores europeus e norte-americanos, dentro eles Wilhelm Wundt, William James, Ribot, Claparède, Freud, Ebbinghaus, Stern e Jung.
O laboratório da "Colônia de Psicopatas" tornou-se o "Instituto de Psicologia" em 1932. Radecki estabeleceu um programa de formação superior profissional em psicologia que duraria quatro anos, mas o Instituto foi encerrado no mesmo ano durante o governo Vargas e não pôde desempenhar suas atividades. Radecki mudou-se para o Uruguai e Argentina, enquanto o setor do Instituto foi continuado por médicos brasileiros, tendo legado alguns discípulos.

Radecki propôs o sistema chamado "discriminacionismo afetivo" para unificar as doutrinas psicológicas e explicar a vida mental. Ele sugere uma hierarquia para as funções da mente que descreveria as correlações entre elas e quais eram mais importantes e determinantes. Radecki definiu como as mais primordiais a função de discriminação - que junto com a recognição, define objetos e forma a representação; e a função do afeto. A atuação delas permitiria caracterizar a psicologia individual. Nilton Campos foi um discípulo que trabalhou junto na Colônia de Psicopatas, tornando-se posteriormente pioneiro no método fenomenológico na psicologia brasileira, e chegou a citar o discriminacionismo afetivo em seu livro Psychologia da Vida Affectiva, de 1930, mas não explicou o sistema completo e não parece tê-lo aceitado como Radecki. Halina Radecka, esposa de Radecki, definiu no Exame Psychologico da Criança em 1930:
O estabelecimento das funções primordiais no exclusivo caminho do estudo dos correlações foi que deu ao sistema de W. Hadecki a denominação do "discriminacionismo affectivo". À discriminação e à sensibilidade afetiva é conferido o papel de processos básicos e primordiais, em virtude da numerosidade das suas irradiações correlativas.

## Obras selecionadas
- Recherches expérimentales sur les phénomènes psychoélectriques. Genève, 1911
- Les phénomènes psychoélectriques, 1911
- Psychologja kojarzenia wyobrażeń: według wykładów wygłoszonych na Klinice Chorób Nerwowych i Umysłowych Uniwersytetu Jagiellońskiego w półroczu zimowym 1912–13. Warszawa: E. Wende i S-ka, 1913
- Psychologia wzruszenia i uczuć. Warszawa: E. Wende i S-ka, 1912
- Przyczynek do analizy zastosowania w medycynie doświadczeń skojarzeniowych. „Neurologia Polska” 3 (7/8), s. 368–403, 1913
- Psychologia woli. Warszawa: E. Wende i S-ka, 1915
- Z psychologii młodej polskiej twórczości muzycznej. „Myśl Polska”, 1915
- Radecki, Bogucka. O powstawaniu wyobrażeń na drodze dowolnej.  Rozprawy Wydziału Matematyczno-Przyrodniczego Akademii Umiejętności w Krakowie, T. 55, ser. B. 1916
- Organizacja i prace Komitetów Obywatelskich na terenie Gubernji Warszawskiej. Cz. 1, Sprawozdanie Komitetu Obywatelskiego Gubernji Warszawskiej. Warszawa: E. Wende i S-ka, 1916
- Projekt odczytu o samorządzie. Warschau, 1917
- Działalność Rady Opiekuńczej Powiatu Warszawskiego w Roku 1916. Warszawa, 1917
- Psychologia myślenia. Warszawa: E. Wende i S-ka, 1919
- Psychologia – a wojsko. Lekarz Wojskowy 13, s. 6–11, 1920
- Contribuição à psychologia das representações. Revista de Educação, 1923
- Methodos psychoanalyticos em psychologia. Boletim da Sociedade de Medicina de São Paulo 6, 1923
- Waclaw Radecki, Gustavo Augusto de Rezende: Introducção a psychotherapia. Rio de Janeiro: Editora Scientifica Brasileira Dobici, 1926
- Un test d′intelligence pour adultes. Journal de psychologie normale et pathologique 24, 831–850, 1927
- O estado actual da psychotechnica e meios práticos de applicá-la. Trabalhos de Psychologia 1, 1928
- A creação de hábitos sadios nas creanças. Trabalhos de Psychologia 1, 1928
- Test de inteligência para adultos. Trabalhos de Psychologia 1, 1928
- Radecki, Rezende. Contribuição psychológica ao estudo da demencia precoce. Trabalhos de Psychologia 2, 1929
- Contribuição ao estudo psychologico da psychoanalyse. Trabalhos de Psychologia 2, 1929
- À margem de dois psychogrammas. Trabalhos de Psychologia 2, 1929
- Tratado de psychologia. Rio de Janiero: Escolade Applicacao de Saude do Exercito, 1929
- Criteriologia del estudio de la vida afectiva. Revista de Criminología, Psiquiatría y Medicina Legal 20, 1933
- Contribución psicológica a la reeducación de los delincuentes. Revista de Criminología, Psiquiatría y Medicina Legal 20, 178–181, 1933
- Waclaw Radecki, Camilo Payssé: Tratado de psicología. Buenos Aires: J. Peuser, 1933
- Psicopatología funcional. Buenos Aires: Aniceto López, 1935
- Waclaw Radecki, René Arditi Rocha: Manual de psiquiatría. Buenos Aires, 1937
- Rasgos Caracteristicos de la Cultura Polaca. Montevideo-Buenos Aires, 1940
- Citas, estrofas y reflexiones de escritores y pensadores polacos. Montevideo, 1944
- Radecki, Tuboras, Nieto. Relatorio del Primer Congreso Latinoamericano de Psicología. Montevideo: Editorial „Cepur”, 1950